# 국민민주당 (2018년 일본)
국민민주당(일본어: 国民民主党 고쿠민민슈토[*], 영어: Democratic Party for the People, DPFP)은 보수주의, 중도우파 성향을 띠는 일본의 정당이다. 2018년 진행된 야권 재편 과정에서 민진당과 희망의 당이 합당하면서 탄생하였다. 2020년 9월 11일 입헌민주당과의 신설합당 과정에서 잔류파들만 남아 같은 당명으로 재창당했다.

## 역사
2017년 7월에 실시된 도쿄도의회 선거에서 고이케 유리코 도쿄도지사가 이끄는 지역 정당 도민퍼스트회가 집권 여당인 자유민주당에 승리하면서 고이케 지사는 한순간에 총리 후보급 인물이 된다. 9월, 중의원 해산을 앞두고 고이케는 전국 정당인 희망의 당을 창당한다. 고이케의 등장으로 입지가 불안해진 또 하나의 야당 민진당의 마에하라 세이지 대표는 고이케와 만나 민진당의 희망의 당 합류를 제안하며, 민진당은 총선거에 후보를 공천하지 않고, 당내 현역 의원들은 희망의 당에 공천을 신청하는 방법을 제시하였고 이는 성사된다. 그런데 고이케가 갑자기 온건 보수 성향의 희망의 당 정책과 일치하지 않는 후보를 공천에서 배제하겠다고 발언하면서 민진당의 진보 성향 의원들이 반발, 에다노 유키오를 중심으로 한 입헌민주당이 창당되고 이어서 고이케에게 부정적이었던 노다 요시히코 전 총리 등 일부 의원들이 무소속 출마를 선언하며 마에하라 세이지의 계획은 꼬이고 만다.
2017년 10월 22일 실시된 제48회 총선거에서 분열된 야당들은 입헌민주당이 55석, 희망의 당이 50석을 얻으며 참패한다. 입헌민주당 입장에서는 야권이 분열된 상황에서 나름 선전한 것이었지만, 다른 야당인 희망의 당은 입헌민주당의 의석에도 못 미쳐 제3당이 되었고, 민진당은 자기 당 출신들이 출마해서 모두 낙선했으므로 총선거 참패의 후폭풍은 희망의 당과 민진당에 집중되었다. 고이케 유리코가 희망의 당 대표직에서 사임하고, 야권 통합을 추진했던 마에하라 세이지 역시 민진당 대표직에서 사임하며 두 당의 대표가 교체된다.
이후 2017년 말 민진당 지도부는 입헌민주당, 희망의 당과 국회에서의 단일 회파(교섭단체) 구성을 요구했으나, 총선거에서의 야권 분열 과정에서 희망의 당에 거부감을 가지고 있는 입헌민주당은 이를 거절했고, 민진당 내부에서도 렌호 등 일부 의원들이 입헌민주당으로 이동하는 사건을 초래하였다. 한편, 희망의 당은 단일 회파 구성에 적극적인 자세를 보였으나 정책에 대한 견해 차이로 당내 일부 의원들이 반발해 이탈할 가능성이 있는 상황에서 결정을 보류하다가 2018년 1월이 되어서야 단일 회파 구성에 동의하였다.
2018년 3월, 민진당, 희망의 당의 합당 구상이 표면화 되기 시작되었고 4월, 본격적으로 합당 협상이 시작된다. 4월 26일, 민진당의 오쓰카 고헤이 대표, 희망의 당의 다마키 유이치로 대표가 "국민민주당(国民民主党)" 창당 합의서에 서명하였다. 합당이 최종 결정되자 양당의 합당에 반대했던 희망의 당의 일부 강경 보수 성향 의원들은 똑같은 이름의 "희망의 당(希望の党)"을 재창당했고, 입헌민주당을 뺀 나머지 2개 야당만의 성급한 합당에 반대했던 민진당의 일부 의원들은 탈당하여 입헌민주당에 입당하거나 무소속으로 남았다. 이렇게 양당의 합당 반대파들이 모두 당을 떠나면서 2018년 5월 7일, 도쿄의 한 호텔에서 국민민주당 창당대회가 개최되었다. 창당 당시 국회의원 수는 중의원이 39명, 참의원이 23명 등 총 62명으로 합당 반대파들이 당을 떠나기 전의 민진당, 희망의 당 국회의원 수의 합인 107명에는 한참 못 미쳐 제1 야당의 자리에는 이르지 못했다.
당직은 합당 전 민진당의 오쓰카 고헤이 대표와 희망의 당의 다마키 유이치로 대표가 신당의 공동대표를 맡고, 2018년 9월에 첫 대표 선거를 실시하기로 하였다. 간사장과 총무회장 등 다른 주요 당직들도 민진당과 희망의 당 출신 의원들 사이에 적절히 배분하였다.
2020년 7월 22일 입헌민주당과 당대당 통합에 합의함에 따라 신설합당 절차를 밟게 되고, 일부 의원들은 합당에 반발하였다. 결국 9월 11일 입헌민주당과의 신설합당이 완료됨에 따라 일부 의원(잔류파)들은 국민민주당을 따로 재창당하게 되었다.

## 정책

### 강령
국민민주당은 다음과 같은 내용의 강령을 채택하고 있다.
- 기본 이념
  1. 우리는 "자유", "공생", "미래에 대한 책임"을 기본 이념으로 한다.
  2. "공정·공평·투명한 규칙 아래 다양한 가치관과 삶, 인권이 존중되는 자유로운 사회", "아무도 배제되지 않고 서로 인정하는 공생 사회", "미래를 살 차세대에 대한 책임을 다하는 사회"를 이상으로 한다.
  3. 이 이념 아래, 온건 보수에서 진보까지 끌어안는 국민이 주역인 개혁 중도 정당을 만든다.
  4. 우리는 민주주의를 지키고, 현재와 미래의 과제를 착실하게 해결하고 국민 전체 세대의 생활을 향상시킨다.
- 우리의 입장
  1. 우리는 "생활자, "납세자", "소비자", "일하는 사람"의 입장에 선다.
  2. 우리는 각자가 둘도 없는 개인으로서 존중되고, 다양한 가치관과 삶을 인정하면서 함께 살아가는 나라를 만들어 간다.
- 우리의 목표로 하는 것
  1. 우리는 "사람에 대한 투자"를 중시하고 공정한 재분배를 통해 불합리한 격차를 없애고 지속 가능한 경제를 확립한다.
  2. 우리는 저출산·고령화와 과소화를 극복하고 안심 사회 보장을 실현한다.
  3. 우리는 어린이와 청소년, 고립되어 살 수 밖에 없는 사람들, 사회적 소수자, 장애를 가진 사람들, 비정규직으로 일하는 사람들 등 목소리가 도달하기 어려운 사람들의 목소리를 중시한다.
  4. 우리는 지역 주권 개혁을 추진하고 풍요를 실감할 수 있는, 자립하고 활력있는 지방을 만든다.
  5. 우리는 정관재의 굴레를 없애고 정치와 재무 행정 개혁을 성실히 실행한다.
  6. 우리는 입헌주의와 국민주권·기본적 인권·평화주의를 확고히 지키고 국민과 함께 미래 지향적인 헌법을 구상한다.
  7. 우리는 전수 방위를 견지하고 현실적인 안전 보장을 강화한다.
  8. 우리는 열린 국익과 광범위한 인간의 안전 보장, 항구 평화와 핵무기 폐기를 목표로 한다.

## 활동
2018년 5월 14일에 발표된 창당 후 첫 여론조사(JNN)에서 국민민주당의 지지율이 0.8%로 나온 것에 대해 다마키 유이치로 공동대표는 "제로가 아니라 다행이다. 선거를 거치지 않은 정당이므로 진정한 신임을 얻지 못하고 있다고 생각한다" 라고 말했다.
5월 27일, 다마키 공동대표가 당 회의에서 국민민주당을 중심으로 한 정권교체를 2022년·2023년까지 실현하겠다는 목표를 발표했다. 다마키 공동대표는 "5년 정도의 기간에 꾸준히 힘을 키우고 정권을 담당할 인재를 만든다" 며 동시에 "앞으로의 일본을 고려한 당당한 정책 집단으로 당을 키우고 싶다" 고 강조했다.
국민민주당과 관련해 산케이 신문은 "국민민주당은 "대결보다 해결"을 내걸었고, 정부 여당에 대해 철저한 항전의 자세를 보이고 있는 입헌민주당과는 노선 갈등이 있다"고 보도했다.
7월 18일, 당 총무회에서 첫 대표 선거를 실시하는 일정이 확정되었다. 대표 선거는 8월 22일에 고시하여 9월 4일 투개표가 이뤄지며, 선거 룰은 옛 민주당과 민진당 때의 것을 받아들였으나 조금 바꾸어 입후보에 필요한 추천인 수를 "당 소속 국회의원 20명"으로 하던 것을 "당 소속 국회의원의 15%인 10명+동수의 지방 의원"으로 하였다.
8월 22일, 2018년 국민민주당 대표 선거가 고시되었고 다마키 유이치로 현 공동대표와 쓰무라 게이스케 총 2명이 입후보했다.
같은 날, 유노키 미치요시 중의원 의원이 "당이 내세운 "대결보다 해결" 노선으로 인해 야당의 분열이 더욱 가속화되었다" 라며 당 지도부를 비판했고, 이와 함께 탈당계를 제출했으나 당 지도부는 "대표 선거 입후보 접수 개시 직전에 이루어진 이러한 행위는 당의 명예와 신뢰를 훼손하고 당의 결속을 어지럽히는 배신 행위" 로 규정하고 탈당계를 수리하지 않았으며 유노키를 제명 처분했다. 당에서 현역 국회의원이 제명 당한 것은 창당 이후 처음 있는 일이었다.
9월 4일, 대표 선거의 투개표가 실시되었는데 다마키 유이치로가 204표, 쓰무라 게이스케가 74표를 얻어 다마키 유이치로가 대표에 재선되었다.
9월 11일, 새 지도부의 인사가 발표되었는데, 관심을 모았던 간사장 인사에서 다마키 유이치로 대표의 측근인 후루카와 모토히사 간사장은 연임되지 못했고, 하토야마 유키오 내각에서 내각관방장관을 지낸 히라노 히로후미가 새 간사장에 기용되었다. 대신 후루카와 모토히사는 대표대행이 되었고, 이전 지도부에서 다마키 유이치로와 공동대표를 지낸 오쓰카 고헤이도 대표대행에 기용됐다. 또한 대표 선거에 출마했다가 낙선한 쓰무라 게이스케는 부대표에 발탁되었다.
10월 9일에는 참의원 회장 선거가 고시되었다. 현직인 오쓰카 고헤이 외에 입후보자가 없어 무투표로 재선이 확정되었다.
10월 11일, 입헌민주당과 국민민주당, 그리고 두 양당의 지지 모체인 연합체가 2019년 예정된 제25회 참의원 선거를 앞두고 참의원 선거구 중 1인 선거구에서 야당 간에 후보를 단일화할 필요성을 확인하는 각서를 교환했다는 것이 알려졌다.
10월 15일에는 이마이 마사토 중의원 의원이, 10월 19일에는 나가하마 히로유키 참의원 의원이 탈당계를 제출, 당은 10월 22일에 일단 나가하마의 탈당만을 승인했다.